# Calle Las Damas
La calle Las Damas fue la primera vía de Santo Domingo, República Dominicana y de América.
Ubicada en la Ciudad Colonial, debe su nombre a que al principio de la colonia las damas se paseaban por ella. Actualmente, está decorada con azulejos coloniales. Tiene como atractivos la Fortaleza Ozama, la Real Audiencia, la casa de Don Rodrigo de Bastidas (hoy museo infantil "Trampolín"), casas coloniales (algunas con escudos coloniales) y al final la plaza España.
Distinguidas familias de la colonia edificaron en esta calle sus casas, entre ellos los Oviedo, Dávila, Heredia, Campuzano Polanco, Infante y los Coca.

## Historia
La calle Las Damas fue la primera creada en la Zona Colonial. Fue trazada durante el gobierno de Nicolás de Ovando, iba desde la Fortaleza Ozama o Torre del Homenaje, hasta las cercanías del Alcázar, los cuales fueron iniciadas alrededor de 1511. Durante la época de la colonia, era llamada calle de la Fortaleza, debido a que en ella se encontraba la Fortaleza Ozama.
Según los historiadores, principalmente, Luis Alernar, cuenta que durante la llegada del segundo almirante y virrey Diego Colón y la sobrina-nieta del rey Fernando el Católico, María de Toledo, así como también miembros importantes de la sociedad y jerarquía de España, y damas importantes de la época, tomaron como lugar de residencia la calle de la Fortaleza.
Tiempo después, los pobladores de la época empezaron a llamarla como calle de Las Damas, pero en 1659, el Ayuntamiento de la común de Santo Domingo, decidió denominarla como calle Colón en homenaje a Cristóbal Colón, aunque también era llamada como de la Capitanía General, del Gobierno, del Palacio y del Convento de los Jesuitas.
La calle de Las Damas, adquirió su nombre tiempo después, y aún lo conserva; actualmente forma parte de la Zona Colonial, que en conjunto forman parte del Patrimonio de la Humanidad.

## Lugares notables
- Casa de Nicolás de Ovando (hoy Hotel Nicolás de Ovando)
- Casa de Rodrigo de Bastidas
- Casa de la Familia Dávila
- Casas de los Campuzano Polanco (hoy Arzobispado de Santo Domingo)
- Capilla de los Remedios de la Familia Dávila
- Fortaleza Ozama
- Casa de Rodrigo del Río (hoy museo del cacao KahKow Experience)
- Casas de Gaspar de Astudillo (una es sede de la Sociedad Dominicana de Bibliófilos)
- Casa de la familia Infante (hoy Academia Dominicana de las Ciencias)
- Plazoleta de María de Toledo
- Iglesia de Los Jesuitas (Hoy Panteón Nacional)
- Casa de los Jesuitas (esq. calle Las Mercedes, fue sede de la Universidad de Santiago de la Paz y Gorjón)
- Museo de las Casas Reales
- Casa de Hernán Cortés (hoy Embajada de Francia)